# Wilson (hrabstwo Rusk)
Wilson – miasto w Stanach Zjednoczonych, w stanie Wisconsin, w hrabstwie Rusk.